# Музей Миккеля
Музе́й Ми́ккеля (эст. Mikkeli muuseum) — филиал Эстонского художественного музея, расположенный на территории дворцово-паркового ансамбля Кадриорг в Таллине. В нём представлена главным образом коллекция западного искусства и керамики, а также китайский фарфор, подаренный музею коллекционером Йоханнесом Миккелем в 1994 году.

## История
Музей был основан для размещения коллекций произведений искусства Йоханнеса Миккеля, который в 1994 году пожертвовал свои собрания зарубежного искусства Эстонскому художественному музею. Йоханнес Миккель (1907—2006), выходец из южной Эстонии, изучал различные дисциплины (в том числе и искусство) в Тартуском университете, после Второй мировой войны работал управляющим в нескольких антикварных магазинах Таллина. Благодаря своим связям он смог собрать богатую коллекцию, ставшую основой нынешнего музея. В 1996 году здание бывшей кухни дворца Кадриорг, построенное в 1754 году, было отремонтировано для размещения в нём коллекций Миккеля.

## Коллекция
Коллекция музея составляет около 600 различных предметов искусства. Основу коллекции составляет большое количество западных графических работ XVI—XIX веков, среди которых особенно выделяются работы, относящиеся к Золотому веку голландской живописи. В их число входят работы таких мастеров как Альбрехт Дюрер, Лукас Кранах, Рембрандт, Клод Лоррен, Адриан ван Остаде, Якоб ван Рёйсдал и Фелисьен Ропс. Значительную часть коллекции составляют также картины примерно того же периода, среди них можно выделить картины Мельхиора де Хондекутера и Жан-Франсуа де Труа, портрет из студии Антониса ван Дейка.
Кроме того, в музее выставляются европейская керамика и китайский фарфор. Музей Миккеля — единственное место в Эстонии, где широко представлена европейская керамика. охватывающая несколько столетий. Основу коллекции фарфора составляет мейсенский фарфор, также в неё входят севрский фарфор, Royal Copenhagen и продукция российского Императорского фарфорового завода. Коллекцию китайского фарфора преимущественно составляет сине-белый фарфор.

## Галерея

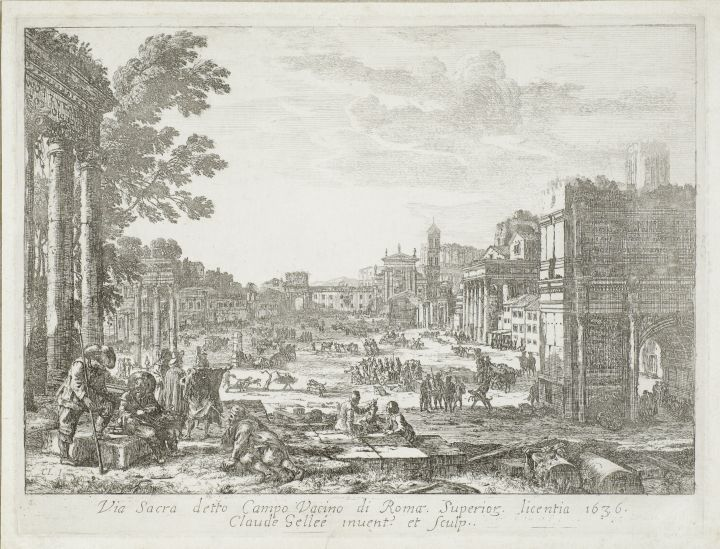
Клод Лоррен, Кампо Ваччино (1636)
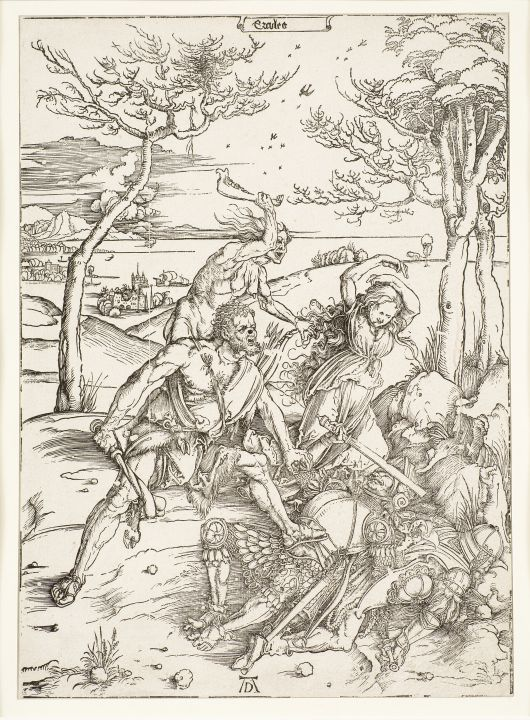
Альбрехт Дюрер, Геркулес, побеждающий Молионидов (1496—1498)
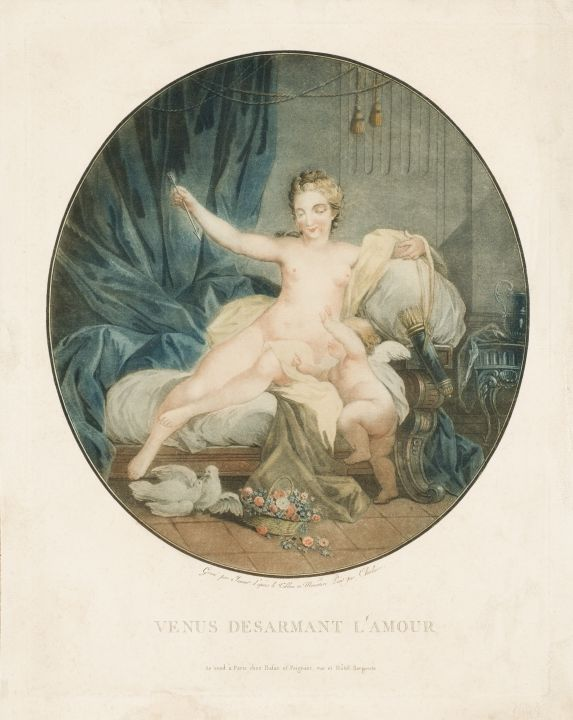
Жан-Франсуа Janinet, Венера, обезоруживающая Амура (c. 1768)
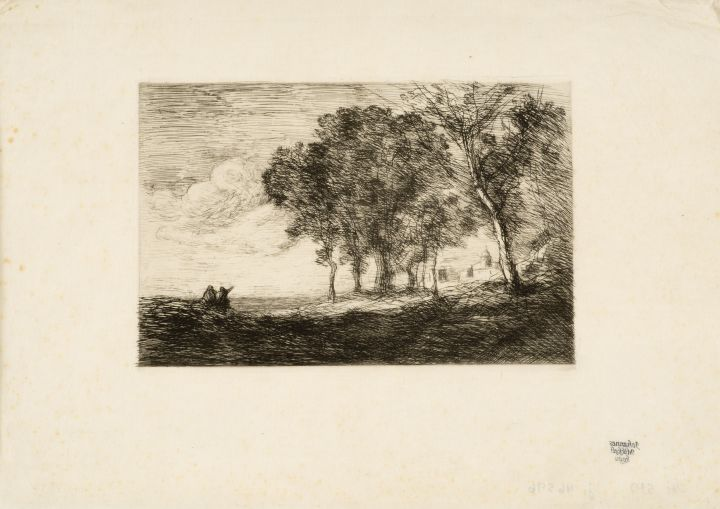
Жан Батист Камиль Коро, Итальянский пейзаж (1865)
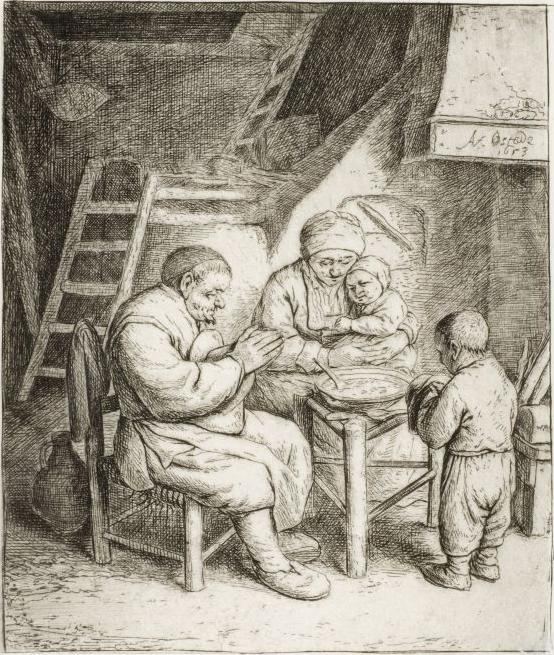
Адриан ван Остаде, Молитва (1653)